# Kolej krzesełkowa na Czantorię
Kolej krzesełkowa na Czantorię – całoroczna kolej krzesełkowa z krzesełkami 4-osobowymi, z Ustronia na Wielką Czantorię w Beskidzie Śląskim. Dolna stacja znajduje się na osiedlu Polana, natomiast górna na polanie Stokłosica. Funkcjonuje w ramach ośrodka narciarskiego Kolej Linowa Czantoria w Ustroniu. Obecną kolej wybudował Doppelmayr/Garaventa-Gruppe, a jej operatorem jest Kolej Linowa „Czantoria” Sp. z o.o.

## Historia
Czantoria charakteryzuje się zimą dość grubą pokrywą śniegową i dobrymi warunkami narciarskimi. Już w styczniu 1948 roku została otwarta narciarska trasa zjazdowa z jej szczytu do Polany, wytyczona i przygotowana staraniem Sekcji Narciarskiej „Watra” Oddziału PTT w Cieszynie. Już wówczas planowano na tym stoku budowę wyciągu bądź kolei linowej dla narciarzy. Projekt zrealizowano dopiero blisko 20 lat później.
Kolej krzesełkowa na Czantorię została oddana do użytku jako kolej z 2-osobowymi krzesełkami w październiku 1967. W latach 1991–1994 została zmodernizowana przez firmę Tatrapoma a.s., dzięki czemu zwiększono jej przepustowość do ok. 850 osób/godz. Kursowało na niej wówczas 198 dwuosobowych krzesełek. Prędkość ich jazdy wynosiła latem 1,7 m/s, a zimą (dla narciarzy) 2,0 m/s. Czas jazdy w górę (latem) wynosił 16–17 minut. Silnik napędowy kolei miał moc 160 kW.
W listopadzie 2001 zarejestrowano w KRS spółkę Kolej Linowa Czantoria Sp. z o.o. Po kolejnej modernizacji, w grudniu 2006 r., uruchomiono do użytku wyprzęganą kolej krzesełkową z 4-osobowymi krzesełkami.

## Dane techniczne
| Kolej krzesełkowa                     | na Czantorię |
| ------------------------------------- | ------------ |
| Długość trasy [m]                     | 1640         |
| Poziom stacji dolnej [m n.p.m.]       | 389          |
| Poziom stacji górnej [m n.p.m.]       | 851          |
| Różnica poziomów [m]                  | 462          |
| Podpory trasowe                       | 15           |
| Typ krzesełek                         | 4-osobowe    |
| Liczba krzesełek                      | 86           |
| Zdolność przewozowa [osób na godzinę] | 1800         |